# Vasa (utrka)
Vasaloppet (hr. Vasa utrka) je godišnje natjecanje skijaškog maratona (90 km) koje se održava prve nedjelje u ožujku u sjeverozapadnoj Dalarni između skijaškog centra Sälena i grada More. To je najstarije, najduže i najmasovnije natjecanje skijaškog trčanja u svijetu. Na 80. Vasa utrci, održanoj 7. ožujka 2004., oko 15.500 skijaša je došlo do cilja u glavnoj utrci. Bilo je više od 40.000 natjecatelja, koji su se natjecali u sedam različitih disciplina tijekom prvog tjedna u ožujku. Prvo natjecanje održano je 1922., nadahnuto utrkom švedskog kralja Gustava Vase 1520. Pobjednik prve utrke bio je Ernst Alm iz Norsjöa, 22 godine star, koji je još uvijek najmlađi pobjednik ovog natjecanja. Vasa utrka je jedna od utrka svjetskog kupa u skijaškom trčanju.

## Legenda
1520, mladi plemić Gustav Ericsson Vasa bježao je pred trupama Kristijana II., kralja Danske, Švedske i Norveške (Kalmarska unija). Većina švedskog plemstva opirala se kralju dajući mu nadimak Kristijan tiranin. Da bi utišao opoziciju, kralj Kristijan saziva švedsku arostokraciju na sastanak pomirenja u Stockholmu, samo da bi ih pogubio, uključujući i Vasine roditelje, u masakru poznatom pod nazivom Stockholmska krvava kupka. 
Vasa je bježao preko Dalarne, strijepeći za svoj život ako bi ga kraljeve trupe otkrile. Održao je govor pred stanovnicima More pokušavajući ih nagovoriti da se pobune protiv kralja Kristijana. Oni to odbijaju i Vasa se upućuje prema Norveškoj želeći se tamo skriti. Ipak dvojica braće iz More su ga uspjeli uhititi u Sälenu na skijama, no mijenjaju svoje mišljenje kada su čuli da su danski vlastodršci odlučili povećati poreze, i podržavaju Vasinu pobunu. 6. lipnja 1523., Gustav Vasa okurnjen je za švedskog kralja, pobijedivši danskog kralja Kristijana II., i raspuštajući Kalmarsku uniju.
Švedska je od tada bila neovisna država.

## Natjecanja
Natjecanja koja se održavaju i prethode glavnoj utrci smještena su u periodu koji se naziva Tjedan Vasa utrka. U to se ubrajaju sljedeće utrke:
- KortVasan (kratka utrka - 30 km)
- TjejVasan (utrka za žene - 30 km)
- HalvVasan (poluutrka - 45 km)
- UngdomsVasan (za 9–16 godina stare) (3–9 km)
- Öppet spår (tzv. otvorena utrka 90 km)
- StafettVasan (štafeta 90 km)
- SkejtVasan (slobodne tehnike 30 km i 45 km).
- Vasaloppet (Glavna utrka 90 km)